# Lithobates
Lithobates is een geslacht van kikkers behorend tot de familie van de echte kikkers (Ranidae). De  wetenschappelijke naam werd gepubliceerd  door Leopold Fitzinger in 1843. Later werd de wetenschappelijke naam Ranula  gebruikt.
Er zijn 52 soorten inclusief de in 2014 beschreven soort Lithobates kauffeldi. Alle soorten behoorden eerder tot het geslacht Rana, maar zijn na onderzoek in 2006 daarvan afgesplitst.
Lithobates-soorten komen voor in Noord-, Midden- en noordelijk Zuid-Amerika. Veel soorten worden aangeduid met luipaardkikker, vanwege de tekening van afstekende ronde vlekken.

## Soorten
- Lithobates areolatus
- Lithobates berlandieri
- Lithobates blairi
- Lithobates brownorum
- Lithobates bwana
- Lithobates capito
- Lithobates catesbeianus – Amerikaanse stierkikker
- Lithobates chichicuahutla
- Lithobates chiricahuensis
- Lithobates clamitans – Schreeuwkikker
- Lithobates dunni
- Lithobates fisheri
- Lithobates forreri
- Lithobates grylio – Varkenskikker
- Lithobates heckscheri
- Lithobates johni
- Lithobates juliani
- Lithobates kauffeldi
- Lithobates lemosespinali
- Lithobates macroglossa
- Lithobates maculatus
- Lithobates magnaocularis
- Lithobates megapoda
- Lithobates miadis
- Lithobates montezumae
- Lithobates neovolcanicus
- Lithobates okaloosae
- Lithobates omiltemanus
- Lithobates onca
- Lithobates palmipes
- Lithobates palustris
- Lithobates pipiens – Luipaardkikker
- Lithobates psilonota
- Lithobates pueblae
- Lithobates pustulosus
- Lithobates septentrionalis
- Lithobates sevosus
- Lithobates sierramadrensis
- Lithobates spectabilis
- Lithobates sphenocephalus
- Lithobates sylvaticus – Boskikker
- Lithobates tarahumarae
- Lithobates taylori
- Lithobates tlaloci
- Lithobates vaillanti
- Lithobates vibicarius
- Lithobates virgatipes
- Lithobates warszewitschii
- Lithobates yavapaiensis
- Lithobates zweifeli

Abavorana · 
Amnirana · 
Amolops · 
Babina · 
Chalcorana · 
Clinotarsus · 
Glandirana · 
Huia · 
Humerana · 
Hydrophylax · 
Hylarana · 
Indosylvirana · 
Lithobates · 
Meristogenys · 
Odorrana · 
Papurana · 
Pelophylax · 
Pseudorana · 
Pterorana · 
Pulchrana · 
Rana · 
Sanguirana · 
Staurois · 
Sylvirana